# Nya Zeelands damlandslag i landhockey
Nya Zeelands damlandslag i landhockey (engelska: New Zealand women's national field hockey team) representerar Nya Zeeland i landhockey på damsidan. Laget slutade på fjärde plats vid den olympiska turneringen 2012.

### Fotnoter
1. ↑  Todor Krastev (19 mars 2012). ”Women Field Hockey Olympic Games 2012 London (GBR) - 29.07-10.08” (på engelska). Sport Statistics. Arkiverad från originalet den 5 mars 2016. https://web.archive.org/web/20160305200243/http://todor66.com/hockey/field/Olympic/Women_2012.html. Läst 26 juni 2015.